# Hypogastrura albella
Hypogastrura albella är en urinsektsart som först beskrevs av Koch 1840.  Hypogastrura albella ingår i släktet Hypogastrura och familjen Hypogastruridae. Inga underarter finns listade i Catalogue of Life.